# Henry Howard (4e comte de Carlisle)
Pour les articles homonymes, voir Henry Howard et Howard.
Henry Howard, 4e comte de Carlisle (14 août 1694 – 3 septembre 1758), titré vicomte de Morpeth jusqu'en 1738 est un pair et un homme politique Whig.

## Biographie
Il est le troisième, mais le fils aîné survivant de Charles Howard (3e comte de Carlisle), et son épouse, Lady Anne, fille de Arthur Capel (1er comte d'Essex). Il fait ses études au Collège d'Eton et à Trinity College, Cambridge. Il est élu à la Chambre des Communes pour Morpeth en 1715, un siège qu'il occupe jusqu'en 1738 quand il succède à son père dans le comté et entre à la Chambre des lords. En 1756, il est fait Chevalier de la Jarretière.
Il continue la construction du Château Howard commencée par son père sur les plans de son beau-frère de Thomas Robinson.
Un groupe de quarante vues de Venise par Canaletto, Bernardo Bellotto, Michele Marieschi et d'autres sont commandées ou achetées après son deuxième séjour en Italie, 1738-1739 par Antonio Maria Zanetti l'Aîné.

## Famille
Lord Carlisle épouse Françoise, fille de Charles Spencer (3e comte de Sunderland), en 1717. Ils ont trois fils et deux filles:
- Charles Howard, vicomte de Morpeth (1719-1741)
- Henry Howard, est mort jeune
- Robert Howard, vicomte de Morpeth (1724-1743)
- Arabella Howard (d. 1746), mariée le 14 septembre 1741 à Jonathan Cope, fils aîné de Jonathan Cope (1er baronnet), sans descendance
- Diana Howard (d. 18 mars 1770), marié Thomas Duncombe

Lady Frances meurt en 1742 et Lord Carlisle se remarie avec Isabella, la fille de William Byron (4e baron Byron), en 1743. Elle est une grand-tante de Lord Byron. Ils ont deux fils et quatre filles:
- Anne Howard (1744 – 13 octobre 1799)
- Frances Howard (1745 – 27 avril 1808), mariée à John Radcliffe
- Elizabeth Howard (1747 – juin 1813), mariée à Pierre Delmé (en), puis au capitaine Charles Garnier
- Frederick Howard (1748-1825)
- Juliana Howard (6 juillet 1750 – 22 janvier 1849)

Henry Howard meurt en septembre 1758 et est remplacé par son fils aîné de son second mariage, Frédéric. Lady Carlisle se remarie à son second mari William Musgrave, 6e baronnet, en 1759 et meurt en 1795, âgé de 73 ans.